# 20. červenec
20. červenec je 201. den roku podle gregoriánského kalendáře (202. v přestupném roce). Do konce roku zbývá 164 dní. Svátek má Eliáš, Ilja, Iljana, Eliana.

## Události

### Česko
- 1436 – Císař Zikmund Lucemburský schválil české požadavky (uznání kompaktát, návrat Moravy do zemí Koruny české atd.), což mu otevřelo cestu k přijetí za českého krále.
- 1497 – Vydáno nařízení, podle kterého se poddaní zběhlí po roce 1466 musí vydat jejich dědičnému pánu. Současně se král u svobodných statků zřekl práva odúmrti.
- 1515 – Český král Vladislav Jagellonský uzavřel ve Vídni s císařem Maxmiliánem Habsburským dynastickou smlouvu o vzájemném nástupnictví a sňatku jejich dětí.
- 1547 – Zahájeno soudní líčení s účastníky protihabsburského odboje.
- 1708 – Andreas Eberhardt z Brna dostal oficiální povolení provozovat nosítkovou službu, což byla první veřejná doprava v zemích českých. Nosítka fungovala ze Zelného trhu na náměstí Svobody a jako nosiči mohli být přijímání jenom rodilí Moravané nebo Němci.
- 1848 – Stav obležení nad Prahou byl zrušen
- 1874 – Začalo bourání pražských hradeb mezi Poříčskou branou a ulicí Na Florenci.
- 1885 – V horní části dnešního Václavského náměstí v Praze se začalo s kopáním základů novostavby Národního muzea. Ve veřejném konkurzu na novou muzejní budovu zvítězil projekt architekta Josefa Schulze, který porotce zaujal především myšlenkou ústředního Pantheonu. Stavba trvala šest let a financoval ji český sněm – náklady dosáhly výše dvou milionů zlatých.
- 1938 – Anglická vláda nabídla prezidentu Benešovi nezávislého zprostředkovatele pro jednání se Sudetoněmeckou stranou, na nabídku prostředníka (Waltera Runcimana) česká vláda přistoupila.
- 1948 – Družstvo pro nové brněnské divadlo skončilo svou činnost a muselo bez náhrad převést na československý stát veškeré movité i nemovité věci určené k divadelnímu provozu i související se stavbou nového divadla.
- 1957 – Československé házenkářky se stali v Jugoslávii mistryněmi světa, když ve finále MS porazili Maďarsko 7:1.
- 1968 – Praha odmítá sovětský návrh na vyjednávání o situaci v Československu v Moskvě
- 1974 – V Bechyni bylo otevřeno muzeum požární techniky
- 1992 – V 18.00 hodin abdikoval prezident Václav Havel, prezidentské funkce byly podle ústavy dočasně svěřeny předsedovi vlády Janu Stráskému poté, co Slovensko vyhlásilo svou nezávislost.
- 1999 – Premiér Miloš Zeman navrhl odvolání ministra financí Iva Svobody a jeho nahrazení místopředsedou vlády Pavlem Mertlíkem. Prezident Václav Havel to v souladu s ústavou učinil.
- 2011 – První bezkontaktní platba v Česku se uskutečnila v Globuse v Praze-Čakovicích

### Svět

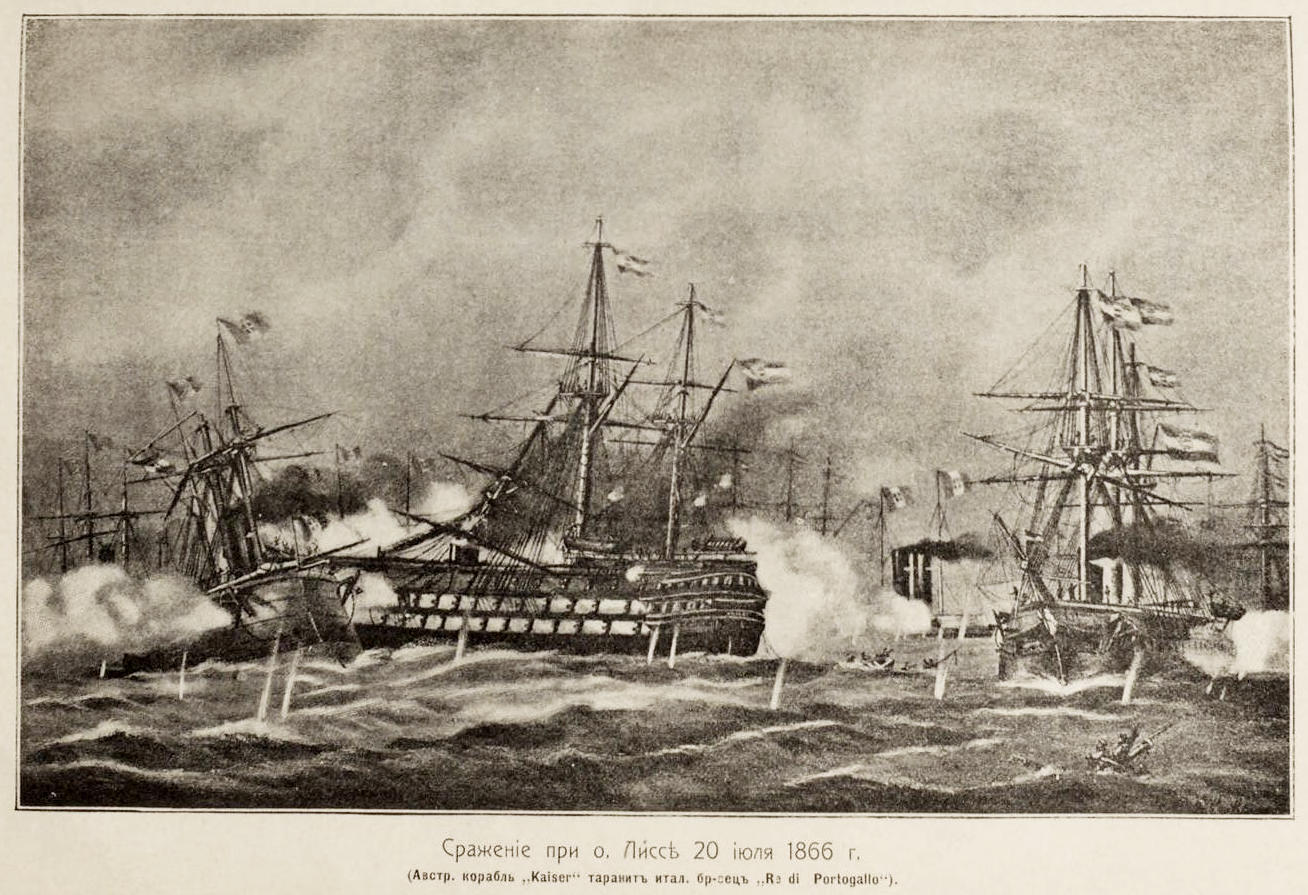
Bitva u Visu

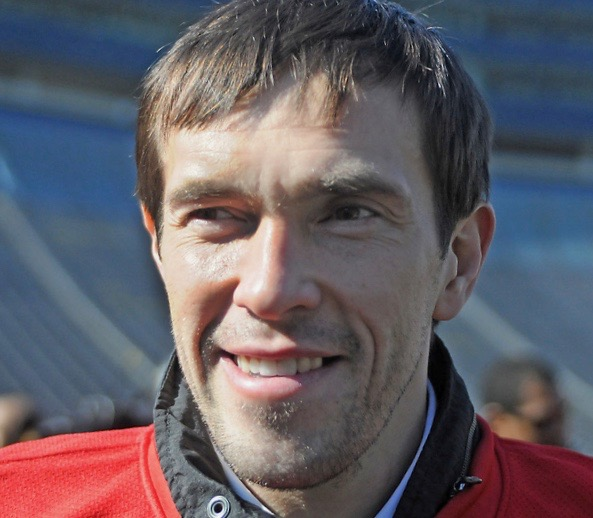
Pavel Dacjuk (* 1978)

- 1304 – Eduard I. dobyl hrad Stirling, čímž padla poslední pevnost skotských povstalců v jejich válkách o skotskou nezávislost.
- 1402 – V bitvě o Ankaru zvítězila Tímúrovská říše nad vojsky Osmanské říše.
- 1810 – Kolumbie vyhlásila nezávislost na Španělsku.
- 1866 – Rakousko zvítězilo nad Itálií v bitvě u Visu.
- 1871 – Britská Kolumbie se připojila ke kanadské konfederaci.
- 1881 – Siouxský vůdce Sedící býk se s posledními uprchlíky vzdal americké armádě.
- 1917 – Na řeckém ostrově Korfu byla podepsána deklarace, která umožnila vytvoření Království Srbů, Chorvatů a Slovinců.
- 1936 – Zástupci 11 zemí podepsali Konvenci z Montreux, která upravovala režim proplouvání válečných lodí úžinami Bospor a Dardanely.
- 1944
  - Adolf Hitler přežil pokus o atentát vedený Clausem von Stauffenberg.
  - Rudá armáda zahájila Lvovsko-sandoměřskou operaci.
- 1948 – Studená válka: Poprvé v době míru byl v USA prováděn povinný odvod do armády.
- 1949 – Po 19 měsících byla ukončena první arabsko-izraelská válka.
- 1951 – V jeruzalémské mešitě al-Aksá byl spáchán atentát na jordánského krále Abdalláha I.
- 1960 – Na Srí Lance (tehdejší Cejlon) byla premiérkou zvolena Sirimavo Bandaranaike, první předsedkyně vlády na světě.
- 1969 – Program Apollo: Na Měsíc dosedl přistávací modul Apolla 11.
- 1974 – Turecká armáda podnikla invazi na Kypr.
- 1976
  - Program Viking: Na Marsu přistála sonda Viking 1.
  - Sex Pistols: V Manchesteru odehráli Sex Pistols jeden z nejslavnějších koncertů své kariéry. Na koncertě byli mj. i členové pozdějších kapel, např. Joy Division.
- 1979 – Mezinárodní premiéra sci-fi hororového filmu Vetřelec se odehrála v Japonsku.
- 1982 – Příslušníci Prozatímní IRA provedli sérii bombový útoků na vojenské přehlídky v centru Londýna a zabili 11 vojáků.
- 1999 – Program Mercury: Modul Liberty Bell 7 je vyzdvižen ze dna Atlantského oceánu.
- 2012 – James Holmes postřílel v kině v Denveru 12 lidí. 59 jich zranil.
- 2015 – Kuba po 54 letech otevřela ambasádu v americkém hlavním městě Washingtonu.
- 2017 – Novým indickým prezidentem byl Rám Náth Kóvind z kasty nedotknutelných (páriů).

## Narození
Viz též Kategorie:Narození 20. července — automatický abecedně řazený seznam.

### Česko

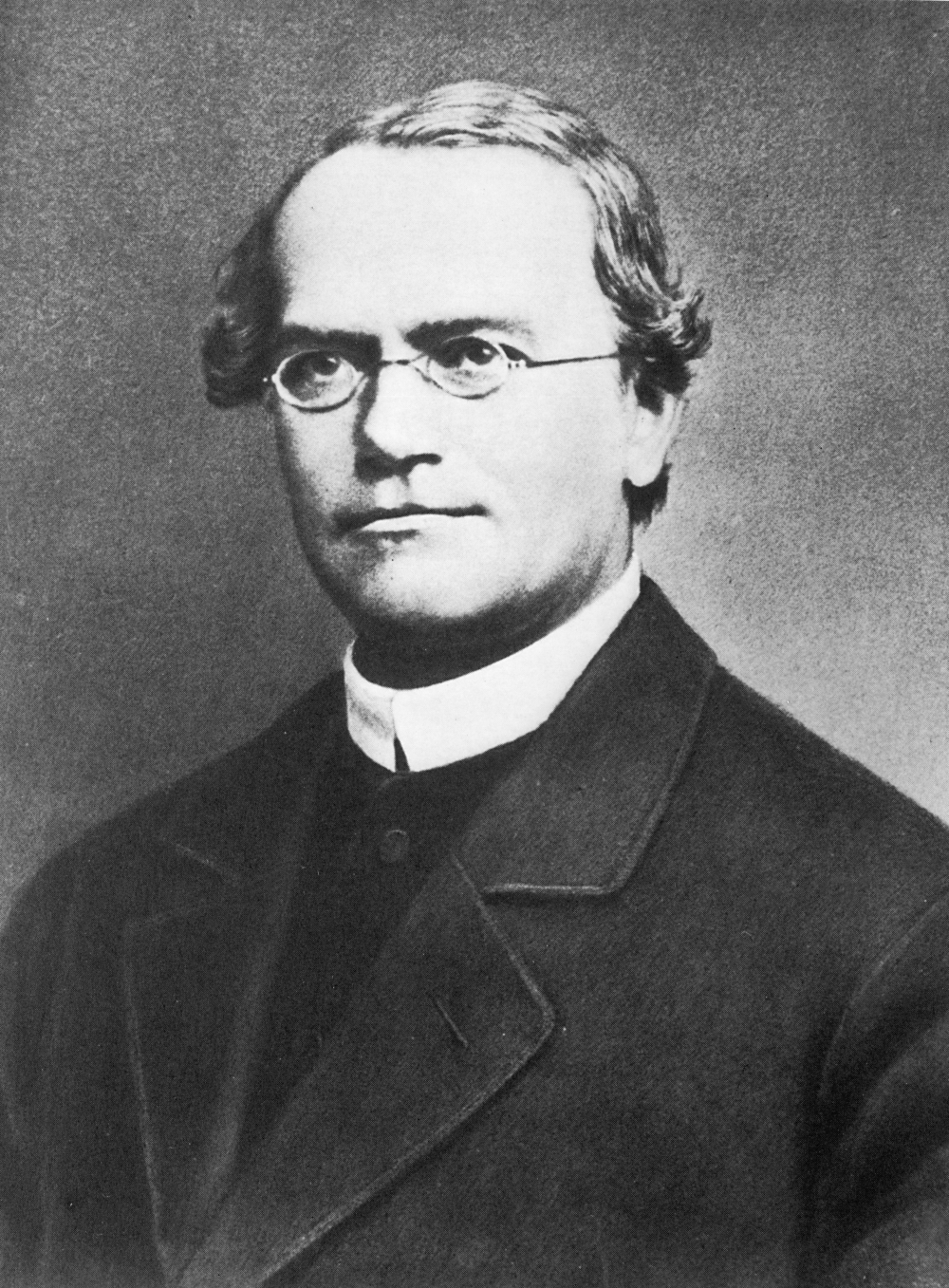
Gregor Mendel (* 1822)

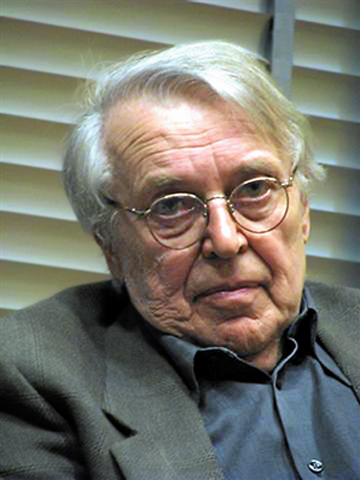
Pavel Kohout (* 1928)

- 1641 – Jan Josef Breuner, arcibiskup pražský († 20. března 1710)
- 1682 – Michal Bedřich z Althanu, rakouský kardinál původem z Čech († 20. června 1734)
- 1744 – Václav Eliáš Lenhart, lesník a odborný spisovatel († 1. května 1806)
- 1821 – Franz Vogl, hudební skladatel a pedagog († 30. prosince 1891)
- 1822 – Gregor Mendel, vědec, zakladatel genetiky († 6. ledna 1884)
- 1829 – Adolf Skopec, poslanec Českého zemského sněmu a Říšské rady († 8. listopadu 1896)
- 1842 – Hieronymus Mannsfeld, šlechtic a politik († 29. července 1881)
- 1851 – Arnold Pick, pražský psychiatr a neurolog († 4. dubna 1924)
- 1866
  - Josef Fiedler, fotograf († 8. května 1937)
  - František Soukal, kněz, básník a spisovatel († 12. července 1938)
- 1869 – František Chaloupka, československý politik († září 1951)
- 1887 – Stanislav Bechyně, stavitel († 15. října 1973)
- 1888
  - František Cinek, kněz, profesor dogmatiky v Olomouci († 3. září 1966)
  - Julius Volek-Choráz, učitel, novinář a komunistický politik († 24. srpna 1928)
- 1900 – Vratislav Bělík, národopisný spisovatel († 17. listopadu 1988)
- 1905 – Jan Knobloch-Madelon, fotbalový reprezentant († 3. srpna 1976)
- 1908 – Emerich Gabzdyl, tanečník a choreograf († 12. září 1993)
- 1910 – Vilém Tauský, dirigent a hudební skladatel († 16. března 2004)
- 1912 – František Pácalt, hokejový reprezentant († 3. listopadu 2001)
- 1917 – Jan Kutálek, výtvarník, sochař-keramik († 20. května 1987)
- 1922
  - Karel Krautgartner, hudebník († 20. září 1982)
  - Jan Paroulek, brigádní generál († 29. ledna 2008)
  - Josef Rumler, básník († 1. listopadu 1999)
- 1924
  - Ludvík Šváb, psychiatr, jazzman, surrealista a odborník na němé filmy († 16. srpna 1997)
  - Milan Bubák, malíř a grafik († 8. října 1990)
- 1927 – Luboš Hruška, politický vězeň komunistického režimu († 30. června 2007)
- 1928 – Pavel Kohout, spisovatel a publicista
- 1931 – Jiří Samek, herec († 6. září 2009)
- 1940 – Ivan Dylevský, anatom
- 1941 – Jiří Grossmann, herec, zpěvák, textař († 5. prosince 1971)
- 1946 – Václav Chvátal, matematik
- 1947 – Miloš Schmiedberger mladší, producent a fotograf
- 1953 – Vlastimil Petržela, fotbalový trenér a bývalý hráč
- 1956 – Ivo Medek, hudební skladatel, rektor brněnské JAMU
- 1966 – Jiří Padevět, spisovatel, knihkupec a nakladatel

### Svět

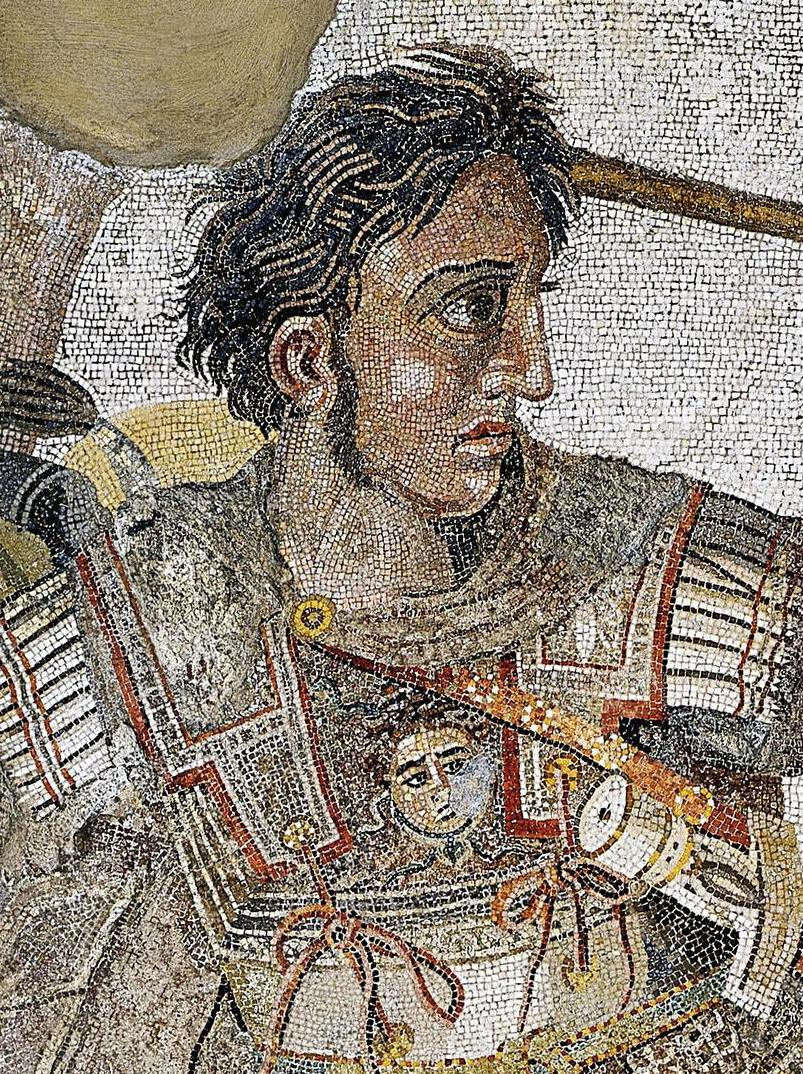
Alexandr Veliký (*356 př. n. l.)

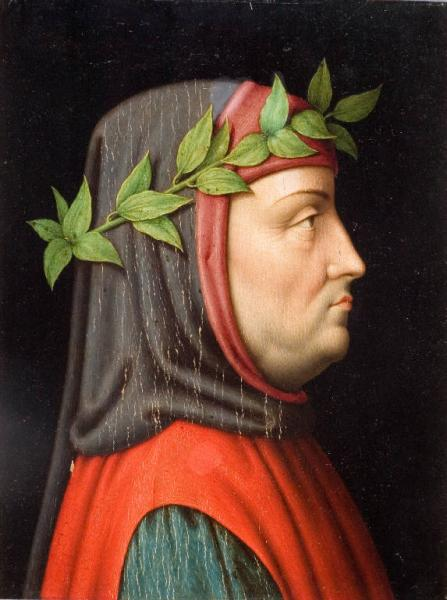
Francesco Petrarca (* 1304)

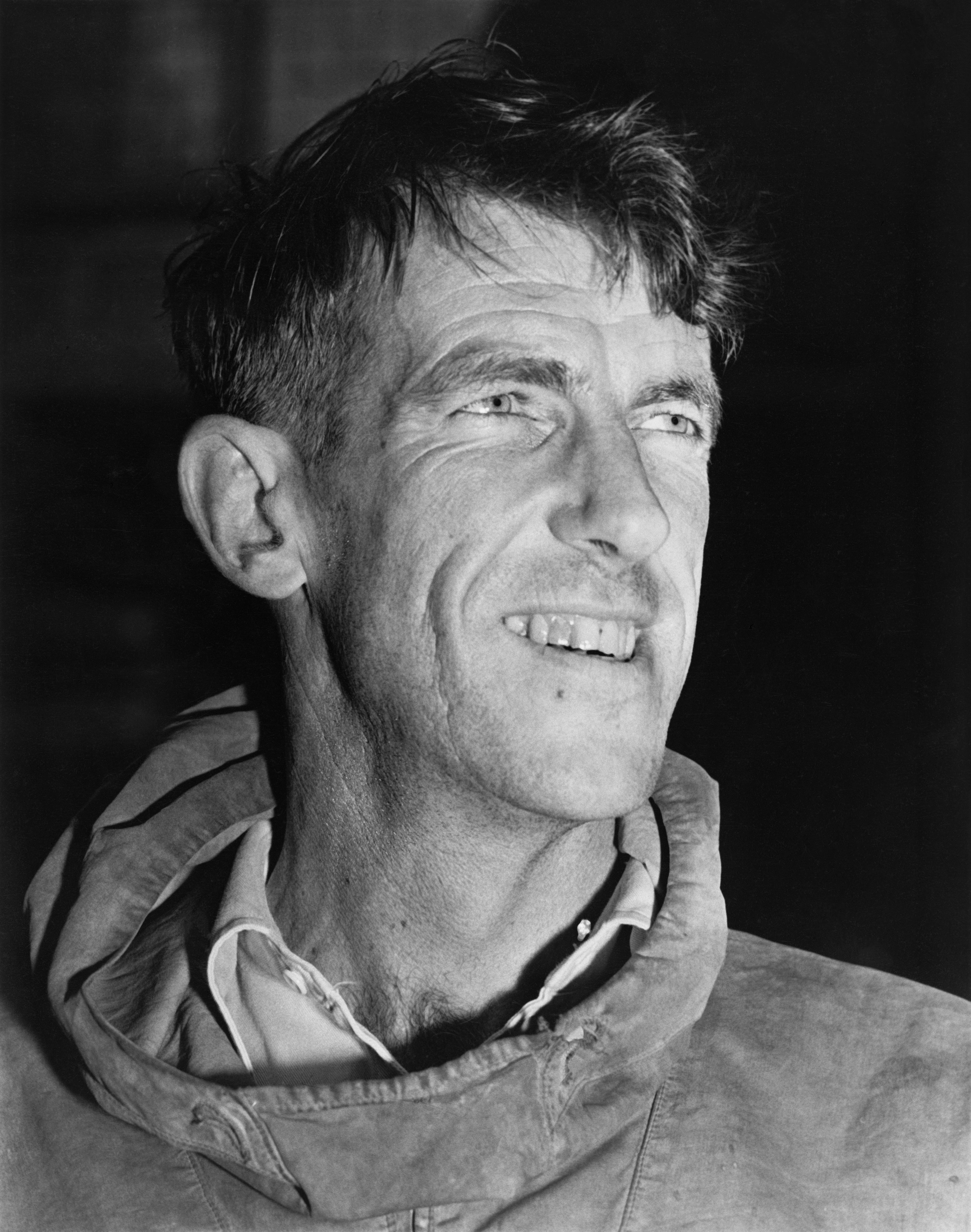
Edmund Hillary (* 1919)

- 356 př. n. l. – Alexandr Veliký, makedonský král († 323 př. n. l.)
- 1304 – Francesco Petrarca, básník († 18. července 1374)
- 1346 – Markéta Anglická, hraběnka z Pembroke, dcera anglického krále Eduarda III. († 1361)
- 1375 – Richard z Konisburgu, anglický šlechtic a vévoda z Yorku († 5. srpna 1415)
- 1519 – Inocenc IX., papež († 30. prosince 1591)
- 1656 – Johann Bernhard Fischer, rakouský barokní architekt a stavitel († 5. dubna 1723)
- 1675 – Samuel Timon, uherský polyhistor a pedagog slovenského původu († 7. dubna 1736)
- 1737 – Nicolás Fernández de Moratín, španělský básník a dramatik († 11. května 1780)
- 1754 – Antoine Destutt de Tracy, francouzský filozof a politik († 9. března 1836)
- 1766 – Louis Victor Meriadec de Rohan, francouzský voják a šlechtic z rodu Rohanů († 10. prosince 1846)
- 1774 – Auguste Marmont, francouzský maršál († 2. března 1852)
- 1785 – Mahmut II., sultán Osmanské říše († 1. července 1839)
- 1804 – Richard Owen, britský přírodovědec, anatom a paleontolog († 18. prosince 1892)
- 1809 – Adolf von Tschabuschnigg, předlitavský spisovatel, ministr spravedlnosti, ministr kultu a vyučování († 1. listopadu 1877)
- 1821 – Ferdinand Karel Viktor Rakouský-Este, rakouský arcivévoda a modenský princ († 15. prosince 1849)
- 1835 – Adléta z Hohenlohe-Langenburgu, šlesvicko-holštýnskou vévodkyní a neteř královny Viktorie († 25. ledna 1900)
- 1836 – Thomas Clifford Allbutt, britský lékař a vynálezce lékařského teploměru († 22. února 1925)
- 1838 – Paul Alexandre, francouzský botanik a mykolog († 6. dubna 1883)
- 1847 – Max Liebermann, německý malíř († 8. února 1935)
- 1857 – Viktor Mataja, ministr obchodu Předlitavska († 19. června 1934)
- 1864 – Erik Axel Karlfeldt, švédský básník, nositel Nobelovy ceny za literaturu († 8. dubna 1931)
- 1873 – Alberto Santos-Dumont, brazilský letecký průkopník a konstruktér († 23. července 1932)
- 1880 – Hermann Keyserling, německý filosof († 26. dubna 1946)
- 1886 – Herman Wildenvey, norský básník a romanopisec († 27. září 1959)
- 1890 – Giorgio Morandi, italský malíř a grafik († 18. června 1964)
- 1895 – László Moholy-Nagy, maďarský malíř, fotograf a profesor školy Bauhaus († 24. listopadu 1964)
- 1896 – Keizó Komura, admirál japonského císařského námořnictva († 7. února 1978)
- 1897 – Tadeus Reichstein, švýcarský chemik polského původu, držitel Nobelovy ceny († 1. srpna 1996)
- 1898 – Leopold Infeld, polský teoretický fyzik († 15. ledna 1968)
- 1901
  - Ida Mettová, ruská anarchistická spisovatelka († 27. června 1973)
  - Gaston Waringhien, francouzský esperantista († 20. prosince 1991)

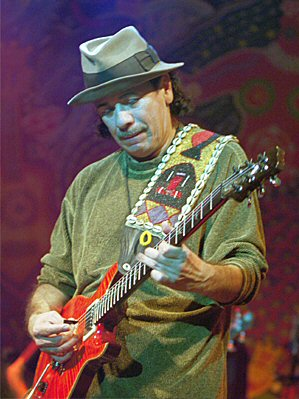
Carlos Santana (* 1947)

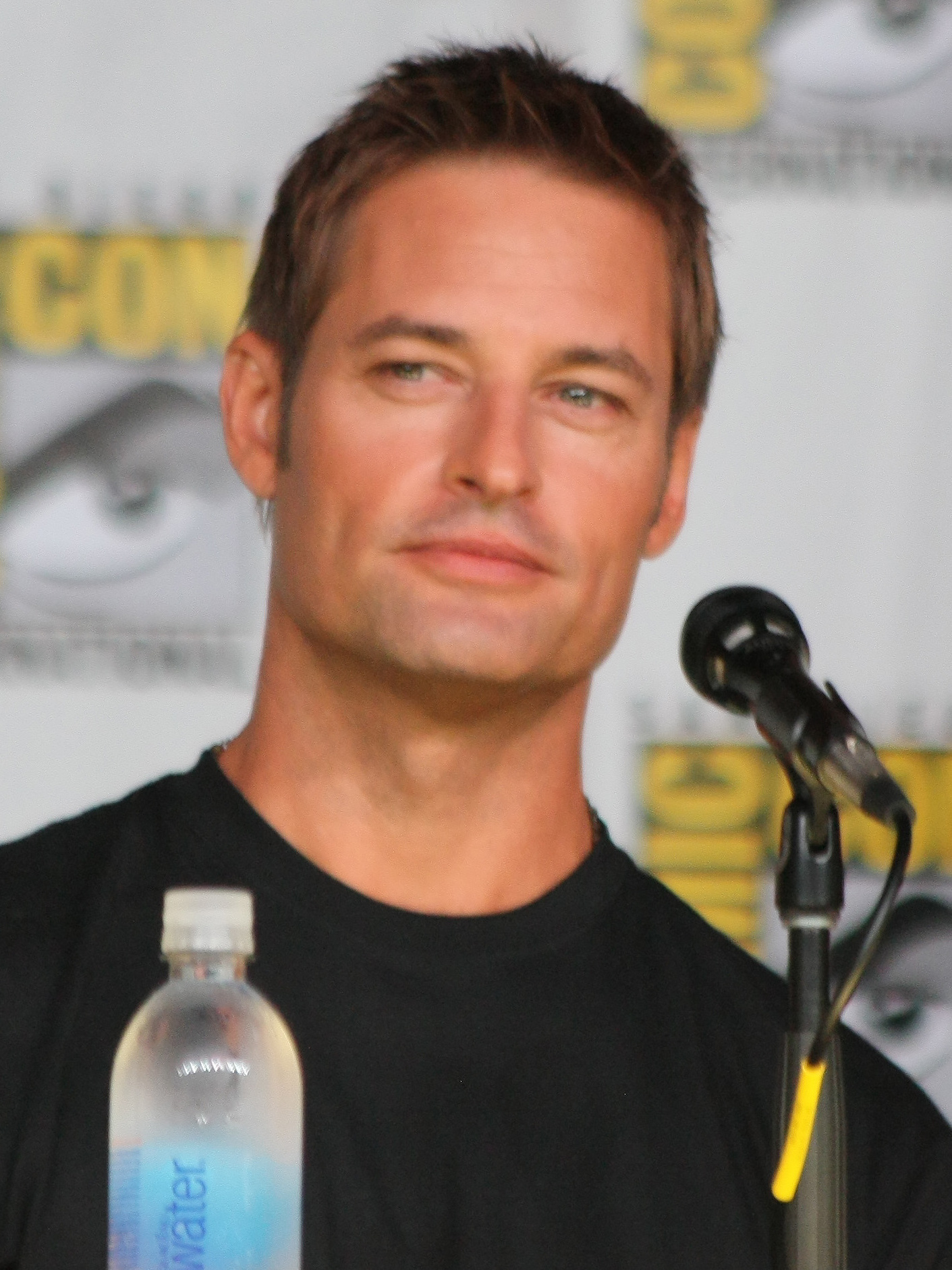
Josh Holloway (* 1969)

- Carlos Santana (* 1947) Josh Holloway (* 1969)1913 – Lucien Goldmann, rumunsko-francouzský filosof († 8. října 1970)
- 1914
  - Hana Zelinová, slovenská spisovatelka a dramatička († 16. března 2004)
  - Ersilio Tonini, italský kardinál († 28. července 2013)
- 1919 – Sir Edmund Hillary, novozélandský horolezec, který spolu s Tenzingem Norgayem jako první zdolal Mount Everest († 2008)
- 1924 – Lola Albright, americká herečka a zpěvačka († 23. března 2017)
- 1925
  - Jacques Delors, francouzský politik, předseda Evropské komise († 27. prosince 2023)
  - Frantz Fanon, martinický politický myslitel († 6. prosince 1961)
- 1927 – Ljudmila Alexejevová, ruská historička, aktivistka na poli ochrany lidských práv († 8. prosince 2018)
- 1930 – Chuck Daly, americký basketbalový trenér († 9. května 2009)
- 1932
  - Nam June Paik, americký umělec jihokorejského původu († 29. ledna 2006)
  - Otto Schily, německý politik
- 1933
  - José Vicente Asuar, chilský hudební skladatel († 11. ledna 2017)
  - Ciprian Foias, rumunský matematik († 22. března 2020)
  - Cormac McCarthy, americký spisovatel a scenárista († 13. června 2023)
- 1934 – Uwe Johnson, německý spisovatel († 23. února 1984)
- 1935
  - Mario Montez, portorický herec († 26. září 2013)
  - André Isoir, francouzský varhaník

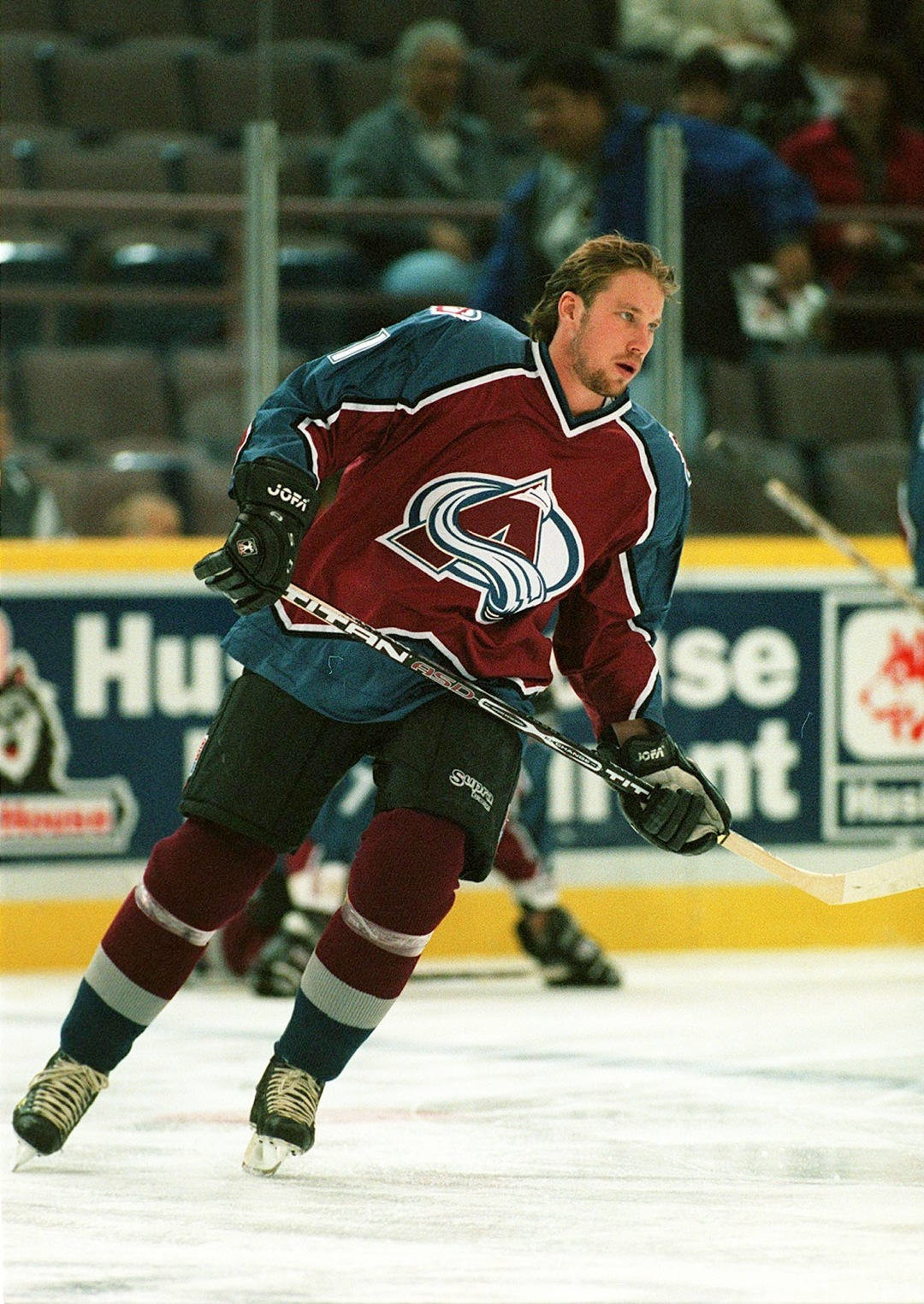
Peter Forsberg (* 1973)

- 1938 Peter Forsberg (* 1973) Pavel Dacjuk (* 1978) Gisele Bündchen (* 1980)

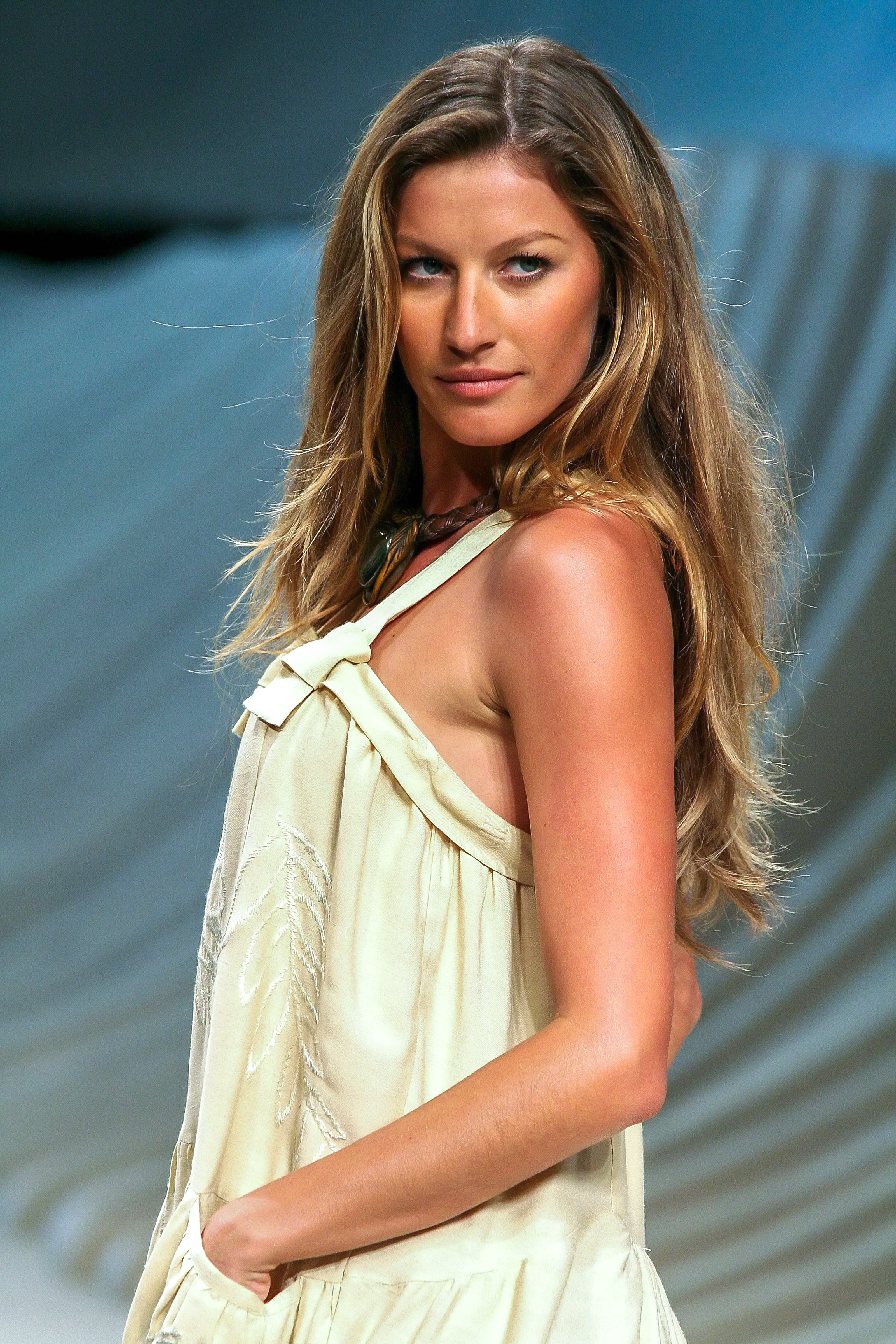
Gisele Bündchen (* 1980)

  - Alexej Jurjevič German, ruský režisér, scenárista a herec († 21. února 2013)
  - Diana Rigg, anglická herečka († 10. září 2020)
  - Natalie Wood, americká herečka († 29. listopadu 1981)
- 1939 – Judy Chicagová, americká umělkyně, malířka, sochařka, spisovatelka, feministka
- 1941
  - Björn-Uwe Abels, německý archeolog
  - Vladimir Ljachov, sovětský vojenský letec a kosmonaut
- 1947
  - Carlos Santana, mexický kytarista
  - Gerd Binnig, německý fyzik, spoludržitel Nobelovy ceny
  - Camille Keatonová, americká herečka
- 1951 – Alan Boss, americký astrofyzik
- 1953
  - Dave Evans, australský zpěvák
  - Thomas Friedman, americký novinář a spisovatel literatury faktu
  - Ladislav Jurkemik, slovenský fotbalista, československý reprezentant
- 1956
  - Paul Cook, britský bubeník
  - Mima Jaušovecová, jugoslávská tenistka
- 1964 – Chris Cornell, americký rockový zpěvák a hudebník
- 1969 – Josh Holloway, americký herec
- 1971 – Sandra Oh, kanadská herečka
- 1972 – Jozef Stümpel, slovenský lední hokejista
- 1973
  - Haakon Magnus, norský korunní princ
  - Peter Forsberg, švédský lední hokejista
- 1978
  - Pavel Dacjuk, ruský hokejista
  - Keaton Simons, americký hudebník
- 1979 – Miklós Fehér, maďarský fotbalista († 25. ledna 2004)
- 1980 – Gisele Bündchen, brazilská modelka
- 1982 – Humphrey Kayange, keňský ragbista
- 1989 – Elnaz Rekabi, íránská sportovní lezkyně

## Úmrtí
Viz též Kategorie:Úmrtí 20. července — automatický abecedně řazený seznam.

### Česko

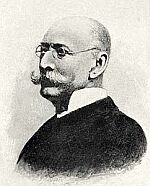
Antonín Viktor Barvitius († 1901)

- 1716 – Bernard Bartlicius, piaristický historik (* 13. února 1646)
- 1894 – Josef Kubelka, básník (* 20. listopadu 1868)
- 1901 – Antonín Viktor Barvitius, architekt (* 14. července 1823)
- 1911 – František Ladislav Chleborád, ekonom, průkopník družstevnictví (* 24. listopadu 1839)
- 1913 – Jan Tuček, varhanář (* 16. května 1842)
- 1938 – Josef Drahoňovský, sochař (* 27. března 1877)
- 1941 – Václav Valeš, válečný letec RAF (* 26. listopadu 1914)
- 1942 – František Peltán, účastník československého protinacistického odboje (* 1. dubna 1913)
- 1943 – Vojtěch Kaisler, rektor ČVUT (* 8. ledna 1870)
- 1946 – Jindřich Vacek, hudebník a skladatel (* 3. srpna 1889)
- 1953 – Hugo Sonnenschein, český, německy píšící básník a anarchista (* 25. května 1889)
- 1969 – Bohumír Popelář, psycholog, historik, spisovatel (* 31. října 1914)
- 1970 – Jindřich Šoltys, fotbalový reprezentant (* 12. ledna 1902)
- 1974 – Emil Ransdorf, představitel studentstva (* 1920)
- 1978 – Marie Waltrová, herečka (* 2. dubna 1897)
- 1994 – Anna Kreuzmannová, divadelní a filmová herečka (* 14. června 1899)
- 1996 – František Plánička, fotbalista (* 2. června 1904)
- 2000 – Pavel Eckstein, muzikolog, hudební kritik a dramaturg (* 27. dubna 1911)
- 2004 – Pavel Štecha, fotograf (* 20. prosince 1944)
- 2005 – Pavel Čotek, hudební skladatel a pedagog (* 12. března 1922)
- 2011 – Jiří Ješ, novinář a publicista (* 19. června 1926)

### Svět

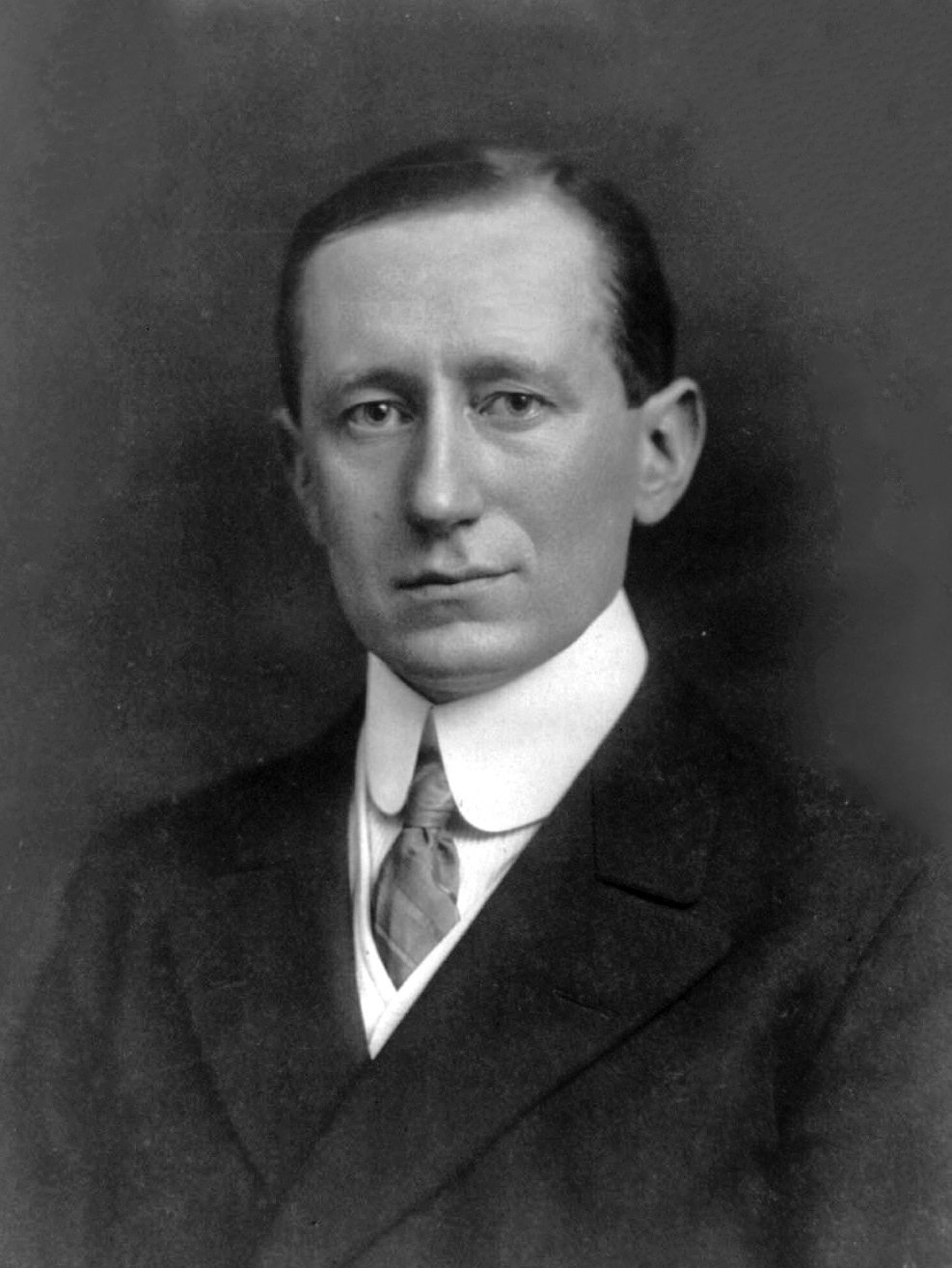
Guglielmo Marconi († 1937)

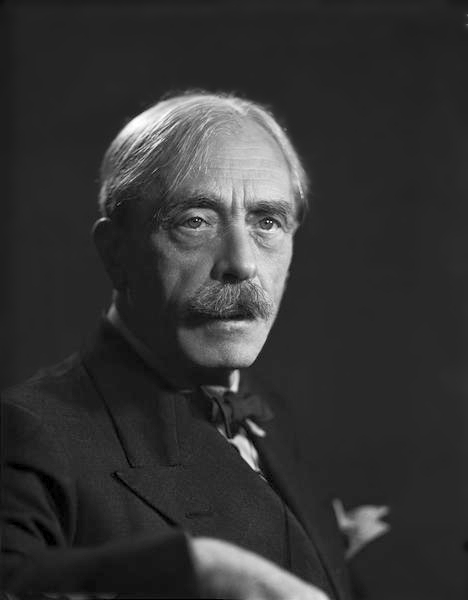
Paul Valéry († 1945)

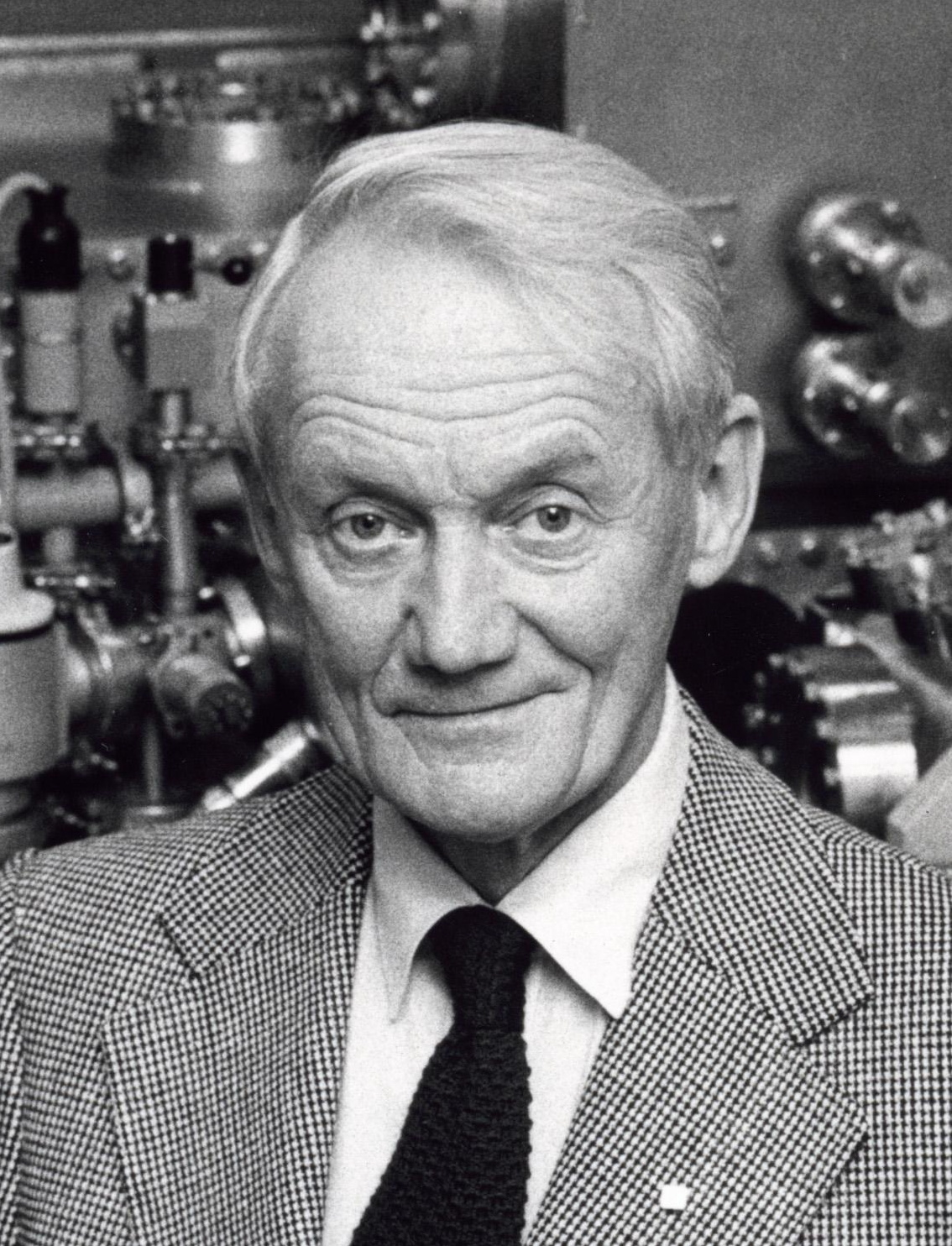
Kai Siegbahn († 2007)

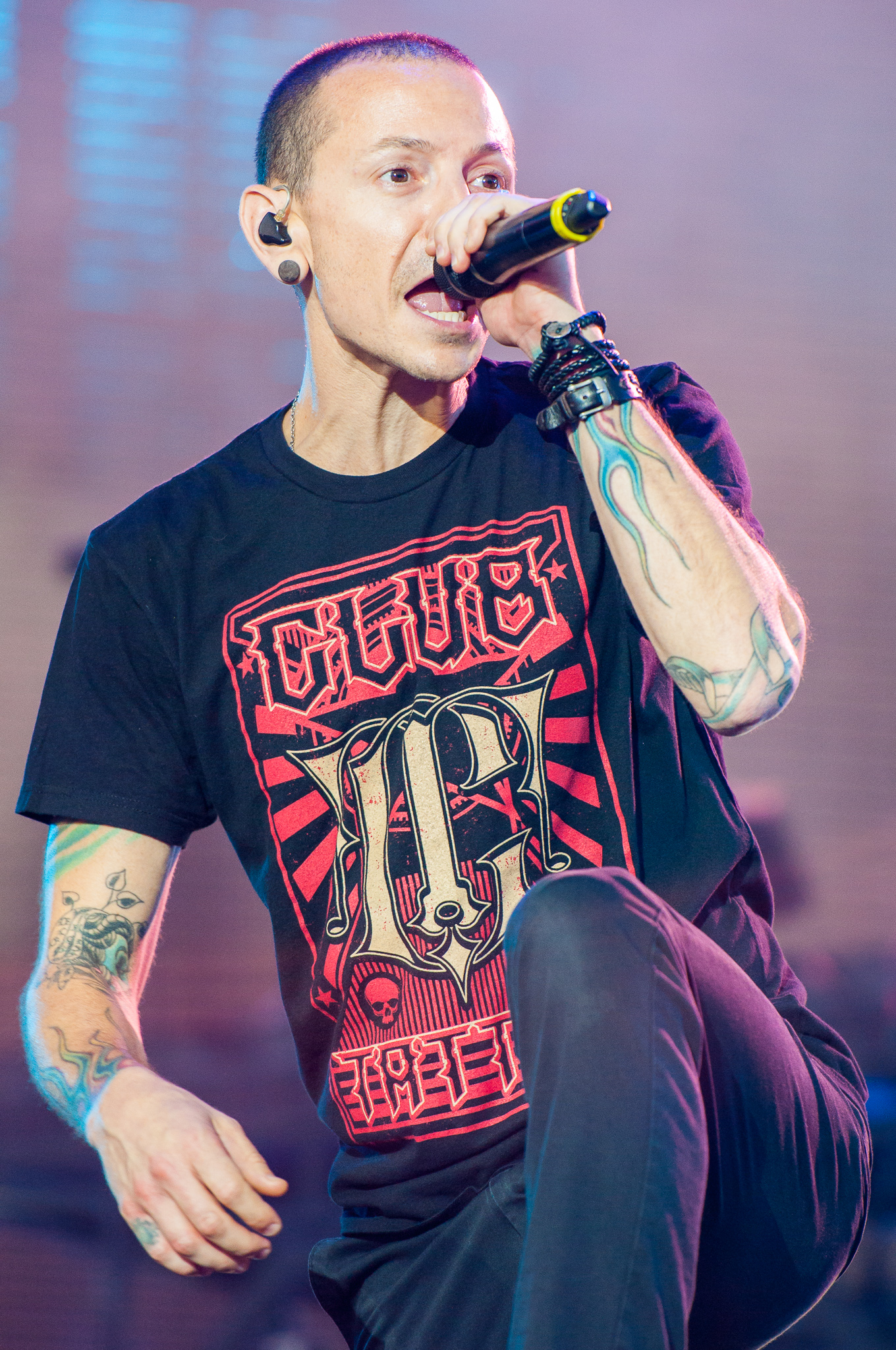
Chester Bennington († 2017)

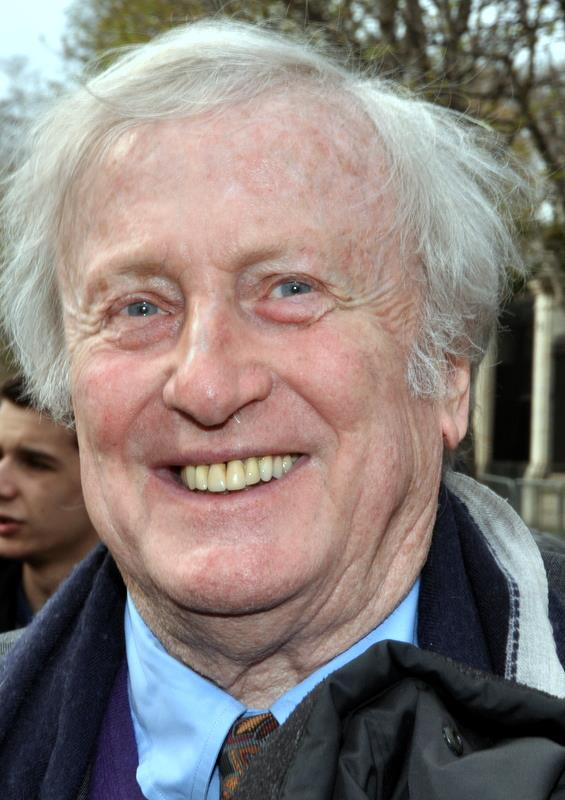
Claude Rich († 2017)

- 1031 – Robert II., francouzský král (* 972)
- 1109 – Adéla Kyjevská, manželka Jindřicha IV. a římskoněmecká císařovna (* 1071)
- 1358 – Albrecht II. Moudrý, rakouský vévoda (* 1298)
- 1514 – Jiří Dóža, sedmihradský zeman, vůdce Dóžova povstání (* 1470)
- 1524 – Klaudie Francouzská, francouzská královna, dcera francouzského krále Ludvíka XII. a Anny Bretaňské, manželka Františka I. (* 1499)
- 1627 – Guðbrandur Þorláksson, islandský biskup, spisovatel, kartograf a matematik (* 1541)
- 1745 – Francesco della Penna, italský misionář v Tibetu (* 1680)
- 1746 – Jacques Bonne-Gigault de Bellefonds, francouzský arcibiskup (* 1. května 1698)
- 1752 – Johann Christoph Pepusch, anglický hudební skladatel německého původu (* 1667)
- 1762 – Paul Troger, rakouský malíř (* 30. října 1698)
- 1795 – Grigorij Ivanovič Šelechov, ruský mořeplavec a obchodník (* 1747)
- 1816 – Gavrila Romanovič Děržavin, ruský básník (* 14. července 1743)
- 1824 – Maine de Biran, francouzský politik, filosof a psycholog (* 29. listopadu 1766)
- 1837 – Vilém IV. Britský, král Velké Británie (* 21. srpna 1765)
- 1851 – Horace François Sébastiani, francouzský generál a politik (* 17. listopadu 1772)
- 1866 – Bernhard Riemann, německý matematik (* 17. září 1826)
- 1867 – Mirko Petrović-Njegoš, černohorský válečník, diplomat a básník (* 29. srpna 1820)
- 1868 – Jan Bedřich Kittl, český skladatel (* 8. května 1806)
- 1876 – Johann Jacob Löwenthal, maďarský šachový mistr (* 15. července 1810)
- 1883 – Tomomi Iwakura, japonský státník (* 26. října 1825)
- 1890 – Richard Wallace, anglický sběratel umění a mecenáš (* 21. června 1818)
- 1903 – Lev XIII., papež (* 2. března 1810)
- 1908
  - Federico Chueca, španělský hudební skladatel (* 5. května 1846)
  - Demetrius Vikelas, řecký obchodník a první předseda Mezinárodního olympijského výboru (* 15. února 1835)
- 1912 – Andrew Lang, skotský antropolog, spisovatel a folklorista (* 31. března 1844)
- 1917 – Josef von Pop, předlitavský státní úředník a politik (* 27. října 1848)
- 1922 – Andrej Markov, ruský matematik (* 14. června 1856)
- 1923 – Pancho Villa, mexický revolucionář (* 5. června 1877)
- 1926 – Felix Edmundovič Dzeržinskij, sovětský politik polského původu (* 11. září 1877)
- 1927 – Ferdinand I. Rumunský, rumunský král (* 24. srpna 1865)
- 1928
  - Guido von Haerdtl, ministr vnitra Předlitavska (* 23. února 1859)
  - Per Olof Christopher Aurivillius, švédský entomolog (* 15. ledna 1843)
- 1931 – Herbert Baddeley, britský tenista (* 11. ledna 1872)
- 1937 – Guglielmo Marconi, italský vědec, držitel Nobelovy ceny (* 1874)
- 1941 – Václav Valeš, český válečný letec RAF (* 26. listopadu 1914)
- 1945 – Paul Valéry, francouzský básník (* 30. října 1871)
- 1950 – Alfred Kastil, německý filosof (* 12. května 1874)
- 1951
  - Vilém Pruský, pruský korunní princ (* 6. května 1882)
  - Abdalláh I., jordánský král (* 1882)
  - Johanna Loisingerová, rakouská operní zpěvačka (soprán) a klavírní virtuoska (* 18. dubna 1865)
- 1955
  - Arthur Roessler, rakouský historik a kritik umění (* 20. února 1877)
  - Calouste Gulbenkian, arménský podnikatel a filantrop (* 23. března 1869)
- 1959 – William D. Leahy, americký admirál loďstva (* 6. května 1875)
- 1968 – Joseph Keilberth, německý dirigent (* 19. dubna 1908)
- 1973 – Bruce Lee, americký herec (* 27. listopadu 1940)
- 1984
  - Marko Ristić, srbský spisovatel (* 20. června 1904)
  - Gabriel Andrew Dirac, anglický matematik (* 13. března 1925)
- 1987 – Dmitrij Danilovič Leljušenko, sovětský vojevůdce (* 2. listopadu 1901)
- 1994 – Paul Delvaux, belgický malíř (* 23. září 1897)
- 1995 – Ernest Mandel, belgický marxistický teoretik (* 5. dubna 1923)
- 1997 – John Akii-Bua, ugandský atlet (* 3. prosince 1949)
- 2000 – Alexis Vlasto, britský slavista (* 27. listopadu 1915)
- 2005 – James Doohan, americký herec (* 3. března 1920)
- 2007 – Kai Manne Boerje Siegbahn, švédský fyzik, Nobelova cena za fyziku 1981 (* 20. dubna 1918)
- 2009
  - Edward T. Hall, americký antropolog (* 16. května 1914)
  - Frank McCourt, americký spisovatel irského původu (* 19. srpna 1930)
- 2011 – Lucian Freud, britský malíř (* 8. prosince 1922)
- 2013 – Helen Thomasová, americká novinářka (* 8. srpna 1920)
- 2015 – Dieter Moebius, švýcarský hudebník (* 16. ledna 1944)
- 2017
  - Claude Rich, francouzský herec (* 8. února 1929)
  - Chester Bennington, americký zpěvák (* 20. března 1976)
- 2025
  - Tom Troupe, americký herec a spisovatel (* 15. červenec 1928)
  - Malcolm-Jamal Warner, americký herec (* 18. srpna 1970)

## Svátky

### Česko
- Ilja, Iljana
- Eliáš, Eliana

Katolický kalendář
- Svatý Aurelius z Kartága

### Svět
- Mezinárodní den šachu
- Mezinárodní den Měsíce
- Kolumbie: Den nezávislosti (1810)
- Japonsko: Den námořnictva
- Severní Kypr: Den míru a svobody

## Pranostiky

### Česko
- Na svatého Eliáše dopoledne léto, odpoledne podzim; na svatého Jakuba dopoledne léto, odpoledne zima.
- Do svatého Eliáše i pod křovím schne, po něm ani na křoví.

| 20. červenec v pražském KlementinuÚdaje jsou platné k 8. 7. 2025. | 20. červenec v pražském KlementinuÚdaje jsou platné k 8. 7. 2025. | 20. červenec v pražském KlementinuÚdaje jsou platné k 8. 7. 2025. |
| minimum                                                           | denní průměr                                                      | maximum                                                           |
| ----------------------------------------------------------------- | ----------------------------------------------------------------- | ----------------------------------------------------------------- |
| 8,7 °C (1996)                                                     | 19,4 °C (od 1961)                                                 | 35,7 °C (2022)                                                    |